# 三宅和朗
三宅 和朗（みやけ かずお、1950年 - ）は、日本史学者、慶應義塾大学教授。古代史、記紀神話が専門。

## 来歴
東京都生まれ。慶應義塾大学文学部史学科卒、1980年同大学院文学研究科博士課程単位取得退学。1983年中部女子短期大学専任講師、1986年助教授、1988年慶應義塾大学文学部助教授、97年教授。1997年「古代国家の神祇と祭祀」で慶應義塾大学博士（史学）。

## 著書
- 『記紀神話の成立』吉川弘文館、古代史研究選書　1984 ISBN　9784642021548
- 『古代国家の神祇と祭祀』吉川弘文館、1995 ISBN　9784642022897、オンデマンド版　2018 ISBN　9784642722896
- 『古代の神社と祭り』吉川弘文館、歴史文化ライブラリー　2001  ISBN　9784642055116、オンデマンド版 2019 ISBN　9784642755115
- 『古代の王権祭祀と自然』吉川弘文館、2008 ISBN　9784642024679
- 『時間の古代史 霊鬼の夜、秩序の昼』吉川弘文館、歴史文化ライブラリー 2010　ISBN　9784642057059
- 『古代の人々の心性と環境　異界・境界・現世』吉川弘文館、2016 ISBN　9784642046305
- 『日本古代の環境への心性史　感性から読み解く環境史』吉川弘文館、2021  ISBN　9784642046633
- 『古代の人・ひと・ヒト　名前と身体から歴史を探る』吉川弘文館、歴史文化ライブラリー、2022 ISBN　9784642059527

## 編著
- 『環境の日本史 2　古代の暮らしと祈り』編　吉川弘文館 2013